# Panegyra flavicostana
Panegyra flavicostana är en fjärilsart som beskrevs av Walsingham 1891. Panegyra flavicostana ingår i släktet Panegyra och familjen vecklare. Inga underarter finns listade i Catalogue of Life.